# 身價 (電視劇)
《身价》是韩国OTT平台TVING自2022年10月28日起上线公开的原创剧集。该剧改编自韩国导演李重贤的短篇电影《身体的代价》，由导演全宇成执导，全宇成、崔秉允、郭在民共同执笔，陈善圭、全钟瑞、张栗主演。剧情讲述在与外界完全隔离的大楼突然发生大地震，正在以各种理由进行身价谈判的人们为了生存展开了相互践踏和残忍的拼死搏斗，该剧被列为19禁。
本剧于2022年10月6日在第27届釜山国际电影节“On Screen”单元中首次公开第1-3集部分内容。2023年，获得第6届戛纳国际电视剧节最佳剧本奖和第9届德国电视剧节评论家奖，并受邀参加第48届多伦多国际电影节“黄金时段”单元。2023年10月5日，通过国际OTT平台Paramount+在美国、加拿大、英国、澳大利亚等27个国家上映。

## 演员阵容

### 主要人物
- 陈善圭 饰演 卢亨洙
- 全钟瑞 饰演 朴周英
- 张栗 饰演 高国烈

### 其他人物
- 朴亨洙 饰演 郭熙数，贸易公司副总裁
- 郑仁谦 饰演 贸易公司总裁
- 姜吉宇 饰演 闵先生
- 朴镇 饰演 副官
- 郑会琳 饰演 世恩，贸易公司员工
- 申宰辉 饰演 昌善，贸易公司员工
- 吴敏爱 饰演 李春南
- 杨祖雅 饰演 西装女
- 李周英 饰演 祈祷的女子

### 特别出演
- 张允柱 饰演 枪手
- 玄奉植 饰演 枪手

## 奖项与提名
| 年份 | 颁奖典礼              | 奖项                    | 入围者                 | 结果 | 来源  |
| ---- | --------------------- | ----------------------- | ---------------------- | ---- | ----- |
| 2023 | 第6届戛纳国际电视剧节 | 最佳剧本奖              | 全宇成、崔秉允、郭在民 | 獲獎 | [ 7 ] |
| 2023 | 第9届德国电视剧节     | 评论家奖                | 不適用                 | 獲獎 | [ 7 ] |
| 2023 | 第6届新媒体内容大赏   | 大赏                    | 不適用                 | 獲獎 | [ 7 ] |
| 2023 | 第2届青龙系列大奖     | 电视剧部门 最优秀作品奖 | 不適用                 | 提名 |       |
| 2023 | 第2届青龙系列大奖     | 电视剧部门 男主角奖     | 陈善圭                 | 提名 |       |
| 2023 | 第2届青龙系列大奖     | 电视剧部门 男配角奖     | 张栗                   | 提名 |       |
| 2024 | 第29届评论家选择奖    | 最佳外语剧集            | 不適用                 | 提名 | [ 8 ] |

## 外部連結
- 官方网站
- Daum上《身價》的資料